# Vintergäck
Vintergäck (Eranthis hyemalis, ibland stavat Eranthis hiemalis) är en ört tillhörande familjen ranunkelväxter.

## Beskrivning
Sveriges tidigaste två-hjärtbladiga växt. Roten är en liten svartbrun knöl. Vintergäcken blommar mars – april, men ibland även redan i februari. Plantan blir 8–16 cm hög. Blommans bräm blir 3–4 cm i diameter och består av sex gula hylleblad (ombildade foderblad) placerade ovanför en krans av gröna stödblad. Innanför de gula hyllebladen finns sex små rörlika kronblad samt 30–40 ståndare. Redan under slutet av våren har arten blommat klart och bildar då frukt i form av sex baljkapslar. Dessa självsår sig, varvid stora bestånd bildas, en hel matta.
Hela växten är giftig för människor och andra djur, då den innehåller hjärtglykosider.

## Habitat
I Europa är vintergäck vanlig från nordvästra Italien och Balkan-halvön till Bulgarien, Turkiet och norra Irak.
Arten förekommer också förvildad på många andra platser och är mycket vanlig i Danmark och södra Sverige, likaså i  Nordamerika.
Den är i Sverige härdig i odlingszon I–III (IV).

## Biotop
Vintergäck föredrar något fuktig jord med högt pH-värde, gärna under lövträd. Den trivs inte i tätt gräs, men bildar gärna stora bestånd under buskar och träd som skuggar marken, så att gräs inte trivs. Relativt vanlig i trädgårdar och förvildad i närheten av bebyggelse. Tillsammans med snödroppe, är den ett av våra första blommande vårtecken.
I Sverige är september lämpligaste planteringstid. Även ännu senare plantering kan lyckas, men då bör rotknölarna först blötläggas något dygn i ljummet vatten. Det går även utmärkt att sprida blommorna genom omplantering från stora och täta bestånd till annan plats när de blommar.

## Etymologi
Det vetenskapliga namnet syftar på det latinska ordet hiemis, som betyder ungefär "som övervintrar".

## Synonymer
För vetenskapliga synonymer, se Wikispecies.